# Абрикосівка (Кам'янець-Подільський район)
Абрико́сівка (до 1966 — Безнісківці) — село в Україні, у Кам'янець-Подільському районі Хмельницької області. Належить до Гуменецької сільської громади.

## Назва
Історична назва — Безнісківці, перейменовано 15 серпня 1966 Указом Президії Верховної Ради УРСР. Комуністичній владі у немилість потрапили назви немилозвучних імен, вилученні шляхом перейменування значної кількості назв, що належали до найархаїчніших ойконімійних моделей на -*jь (-je),-ичі (< -*itji),-ани,-івці (< -*ovьсі),-инці (< -*inьсі),-ів (< -ов),-ин. Так село Безнісківці стало селом Абрикосівка. За переказами старожилів, давня назва села походила від того, що його першим поселенцем була людина без носа.
Назва Абрикосівка в Україні не єдина, є два села з такою назвою в Криму, крім того Абрикосівка — в Запорізькій області, також є селище Абрикосівка в Херсонській області.

## Географія
Подільське село Абрикосівка розташоване в південно-західній частині України за 15 кілометрів від Кам'янця-Подільського. На відстані 7 кілометрів від центру села проходить автомобільний шлях національного значення Н03. На півдні Абрикосівка межує зі селом Калиня, на півночі зі селом Корчівка, а на заході з лісовим масивом, який розділяє з селом Боришківці, на сході село межує з полями.

### Клімат
Село знаходиться в межах вологого континентального клімату із теплим літом. Але діяльність людини досить часто призводить до екоциду, поганих змін та глобального потепління. Рівень наповнення річок водою по області становить лише 20 % від необхідного стандарту, значна частина земної поверхні стає посушливою. Для покращення ситуації варто було б проводити ревайлдинг, відновлювати екосистеми та лісові насадження.
| Клімат Абрикосівки        | Клімат Абрикосівки | Клімат Абрикосівки | Клімат Абрикосівки | Клімат Абрикосівки | Клімат Абрикосівки | Клімат Абрикосівки | Клімат Абрикосівки | Клімат Абрикосівки | Клімат Абрикосівки | Клімат Абрикосівки | Клімат Абрикосівки | Клімат Абрикосівки | Клімат Абрикосівки |
| Показник                  | Січ.               | Лют.               | Бер.               | Квіт.              | Трав.              | Черв.              | Лип.               | Серп.              | Вер.               | Жовт.              | Лист.              | Груд.              | Рік                |
| Середній максимум, °C     | −1,7               | 0,0                | 5,1                | 13,7               | 19,7               | 22,7               | 23,9               | 23,3               | 19,4               | 13,0               | 5,7                | 0,8                | 12                 |
| Середня температура, °C   | −5,1               | −3,4               | 1,1                | 8,4                | 14,1               | 17,3               | 18,7               | 17,9               | 14,1               | 8,3                | 2,6                | −2,1               | 7                  |
| Середній мінімум, °C      | −8,4               | −6,8               | −2,9               | 3,2                | 8,5                | 12,0               | 13,5               | 12,5               | 8,8                | 3,7                | −0,5               | −4,9               | 3                  |
| Норма опадів, мм          | 33                 | 34                 | 31                 | 53                 | 73                 | 104                | 101                | 65                 | 53                 | 33                 | 36                 | 38                 | 654                |
| ------------------------- | ------------------ | ------------------ | ------------------ | ------------------ | ------------------ | ------------------ | ------------------ | ------------------ | ------------------ | ------------------ | ------------------ | ------------------ | ------------------ |
| Джерело: climate-data.org |                    |                    |                    |                    |                    |                    |                    |                    |                    |                    |                    |                    |                    |

## Історія
На території Абрикосівки виявлено залишки поселень трипільської культури.
Перша згадка про Безнісківці — 1460 рік (в королівському дозволі брати десятину на користь біскупів).
У 1493 році Струсь платив від Безнісківців за вісім димів. У ті часи податок, що нараховувався залежно від кількості печей і димарів у господарстві, називали димом.
У 1530-1542 роках у села було троє власників — Ярош, Матвій і Єжовський. Їм належало п'ять з половиною плугів або ланів.
1565 року в Безнісківцях хазяйнував і платив податок за сім ланів канонік кам'янецького католицького капітулу Фома Гінтор, Павло та Христофор Ячимірські, Римник та Валентин Бонк.
З середини XVII століття і аж до 1793 року, коли Поділля перейшло від Речі Посполитої до Російської імперії, половина села належала капітулу, а половина — різним власникам.
1729 року на кошти громади збудовано дерев'яну трибанну церкву в ім'я Миколая Чудотворця.
У XVIII столітті власниками Безнісківців були подільський стольник Андрій Гуровський із Гурова, звіногродський скарбник Зубаржевський, гродський кам'янецький суддя Францишек Ксаверій Качковський.
1881 року подільську дерев’яну церкву Миколаївську замінили на типову російську кам'яну Свято-Миколаївську, а 1894 році відкрито церковнопарафіяльну школу.
Російська імператриця подарувала ці землі племінницям князя Григорія Потьомкіна. На початку XIX століття одна з них — графиня Олександра Василівна Браницька — продала належну їй частину села.
Наприкінці XIX — на початку XX століття Безнісківці належали відомому кам'янецькому адвокатові Данилу Яковичу Бабичеву, а керував його маєтком Лук'ян Олександрович Сосновський.
У липні 1919 року Галицькій Армії засновано Армійський вишкіл артилерії. Після переходу через Збруч під Кам'янцем-Подільським у Безносківцях начальник Станиславівської артшколи Северин Лещій відновив навчальний заклад. Невдовзі школу очолив сотник Іван Сітницький, який відновив навчальний процес. У ній упродовж трьох місяців навчалося 25 підстаршин. У жовтні 1919 року державна комісія під головуванням отамана Северина Лещія здійснила перший випуск галицьких старшин артилерії. Після складання іспитів курсанти отримали свідоцтва і звання хорунжих (перше старшинське звання) й були призначені на командні посади. Внаслідок поразки Перших визвольних змагань на початку XX століття, село надовго окуповане російсько-більшовицькими загарбниками.
При більшовицькій окупаційній владі Безнісківці стали центром сільської ради, але 1959 року внаслідок укрупнення Безнісковецьку сільраду об'єднали із Супрунковецькою. У 1924 році в Безнісківцях організовано артіль «Сільськогосподарський пролетар», керували якою Семен Гітіліс й Олександр Сас.
В 1932–1933 селяни села пережили сталінський геноцид, зазнали репресій.
По закінченню Другої світової війни у 1944 році була встановлена радянська влада. У 1946—1947 роках мешканці села вчергове пережили голод.
В 1966 році змінено назву села.
З 24 серпня 1991 року село входить до складу незалежної України.
У 1994 році створено Абрикосівську сільську раду, що складається з двох сіл — Абрикосівки та Корчівки.
2008 року в Абрикосівку прокладено природній газ.
13 серпня 2015 року внаслідок об'єднання сільських рад село ввійшло до складу Гуменецької сільської громади. Об'єднання в громаду має створити умови для формування ефективної і відповідальної місцевої влади, яка зможе забезпечити комфортне та безпечне середовище для проживання людей.
13 червня 2023 року селі Абрикосівка на Кам'янеччині парафія церкви Святого Миколая перейшла з Московського патріархату в Православну Церкву України. Вперше, в місцевій церкві пролунала молитва українською мовою.

## Населення
За даними на 1895 рік: дворів — 283, мешканців — 1127.
За даними на 1998 рік: дворів — 278, мешканців — 563.
За переписом населення України 2001 року в селі мешкало 516 осіб.

### Мова
У селі поширені західноподільська говірка та південноподільська говірка, що відносяться до подільського говору, який належить до південно-західного наріччя.
Розподіл населення за рідною мовою за даними перепису 2001 року:
| Мова       | Відсоток |
| ---------- | -------- |
| українська | 99,05 %  |
| російська  | 0,95 %   |

## Освіта
1894 року в Безнісківцях відкрито церковнопарафіяльну школу. Після приходу радянської влади її перетворили на трудову початкову. 1932 року Безнісковецька школа стала семирічною. Першим її директором був Антон Васильович Білоус, перший випуск сьомого класу відбувся 1935 року.
Після війни від свічки, залишеної непогашеною, згоріло приміщення школи. Тільки 1963 року вдалося збудувати нове приміщення, у якому школа розташовується донині.
1984 року Абрикосівську восьмирічну школу перетворили на початкову. 1990 року на неодноразові прохання батьків у селі знову відкрили неповну середню школу. Сьогодні це загальноосвітня школа I—II ступенів. 1963 року в школі навчалося 180 учнів, 2004 року — всього 48: в I—IV класах — 15 (в першому — 1, у другому — жодного), в V—IX класах — 33 (в дев'ятому — 5). 2004 в школі працювало 12 учителів, кухар, 3 технічні працівники.
Серед випускників школи два кандидати наук та один доктор: Володимир Броніславович Дроздовський (кандидат фізико-математичних наук, доцент кафедри фізики Хмельницького національного університету), Станіслав Йосипович Мендерецький (живе в Білорусі, вже на пенсії, займається проблемами екології), Микола Васильович Місюк (доктор економічних наук, заслужений економіст України, працює в ПДАТУ). Старшим викладачем кафедри машин і апаратів у Хмельницькому національному університеті працює Анатолій Михайлович Залізецький.
6 листопада 2004 року в Абрикосівському будинку культури урочисто відзначено 110-річчя школи.

## Релігія
- Церква Святого Миколая (ПЦУ)

## Пам'ятки
Між Абрикосівкою і селом Калиня є яблуневий сад, а в ньому — відтворено старовинну скульптуру святого Яна Непомуцена. Пам'ятник святому Яну, знаходиться на місці сутички між польськими та турецькими військами, автор роботи скульптури Лашко Володимир.